# Bataille de Bourges (1356)
Pour l’article homonyme, voir Bataille de Bourges.
Chevauchée du Prince noir (1356)
Guerre de Cent Ans
Batailles
La bataille de Bourges , qui a lieu les 26 août et 27 août 1356, est un évènement du raid dévastateur d'Édouard, prince de Galles, plus connu sous le nom de Prince noir, fils aîné du Édouard III, roi d'Angleterre, sur le sol français qui se terminera par la bataille de Poitiers.

## Préambule
Le 4 août 1356 le Prince noir quitte Bordeaux pour effectuer une chevauchée destinée à mettre à feu et à sang le territoire Français.

Arrivé à Bergerac, le Prince noir divise son armée en deux parties qui prennent des directions différentes :
- L'avant-garde et le corps central, d'environ 6 000, qui prendra la direction initiale du Limousin et de la Marche,
- L'arrière garde composée des troupes anglaises et gasconnes, d'environ 2 000 hommes, commandée par le sénéchal John Chandos qui traversera, pillera et mettra à feu et à sang vraisemblablement[1] l’Agenais, le Quercy, le Rouergue, le sud du Limousin, l'Auvergne et le Berry.

Les Anglais, après avoir chevauché en ardant et pillant tous les pays qui se trouvaient devant eux, arrivèrent en vue de la cité de Bourges où l'archevêque Roger le Fort organisa la défense la ville.

## Déroulement
Les Anglais s'enhardirent et s’approchèrent si près de la ville qu’ils brûlèrent les faubourgs d'Auron situés sur la route d'Issoudun.
Dans ses chroniques, Jean Froissart, indique que les Berruyers firent une sortie et qu'il y eut « grand'escarmouche à l'une des portes », que les historiens supposent être la porte d'Auron donnant sur le faubourg d'Auron.
Froissart indique que durant ce combat se distinguèrent deux chevaliers envoyés de par le roi de France : Guy de Damas sire de Cousan et Hutin de Vermeilles et ajoute qu'il« y eut ce jour, et l’escarmouche durant, faites maintes belles appertises d’armes ».
Devant l’acharnement des Berruyers, les Anglais n’insistèrent pas, passèrent outre et continuèrent leur chevauchée jusque Issoudun, en Berry, ou ils « assaillirent fortement et roidement » le château fort qu'ils ne purent prendre, en raison de la forte résistance des gentilshommes qui le défendaient.
À l’emplacement de ce combat fut élevé une croix, la « Croix Moult Joie » (Croix Forte Joie), ou il est inscrit : « Croix érigée en souvenir de la victoire remportée sur les anglais par les habitants de Bourges en 1356 ». Cette croix fut détruite et reconstruite plusieurs fois

## Conséquences
Les godons continuèrent leurs ravages en prenant le chemin de Vierzon, qui était alors une grosse ville faiblement fortifiée mais « avec un bon châtel ». La population ayant fui, il ne restait que peu de gens pour la défendre. La ville fut prise par force, les Anglais y trouvant vins et vivres en quantité, y demeurèrent trois jours avant de prendre le château et d'occire la plus grande partie des défenseurs et de prendre la route de Romorantin.